# تام بروکس (بازیکن فوتبال)
تام بروکس (انگلیسی: Tom Brooks؛ زادهٔ ۲ فوریهٔ ۱۹۴۸) بازیکن فوتبال اهل بریتانیا است.
از باشگاه‌هایی که در آن بازی کرده‌است می‌توان به باشگاه فوتبال لینکولن سیتی اشاره کرد.